# مترو برشلونة

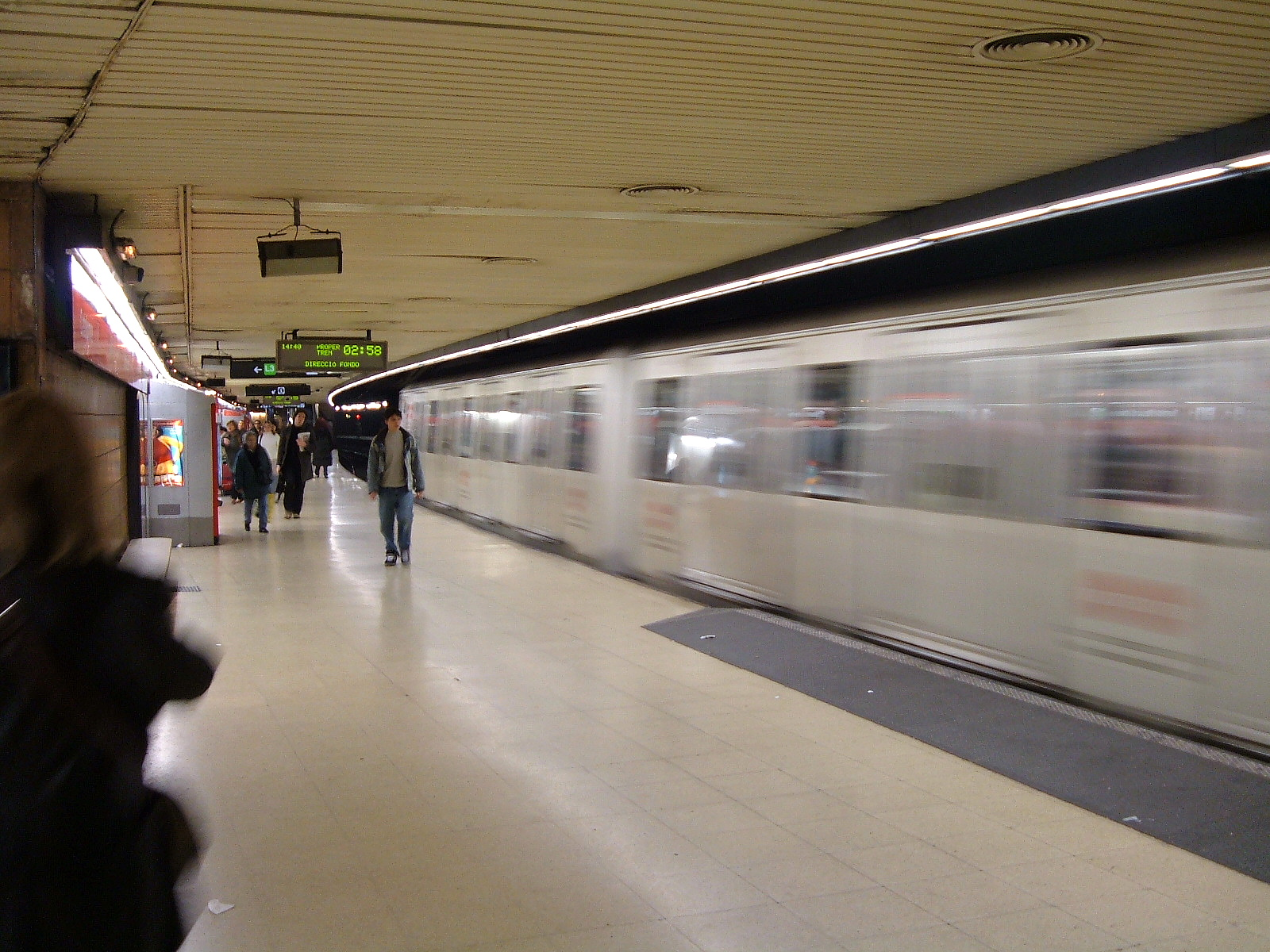
محطة Plaça de Catalunya (L1)

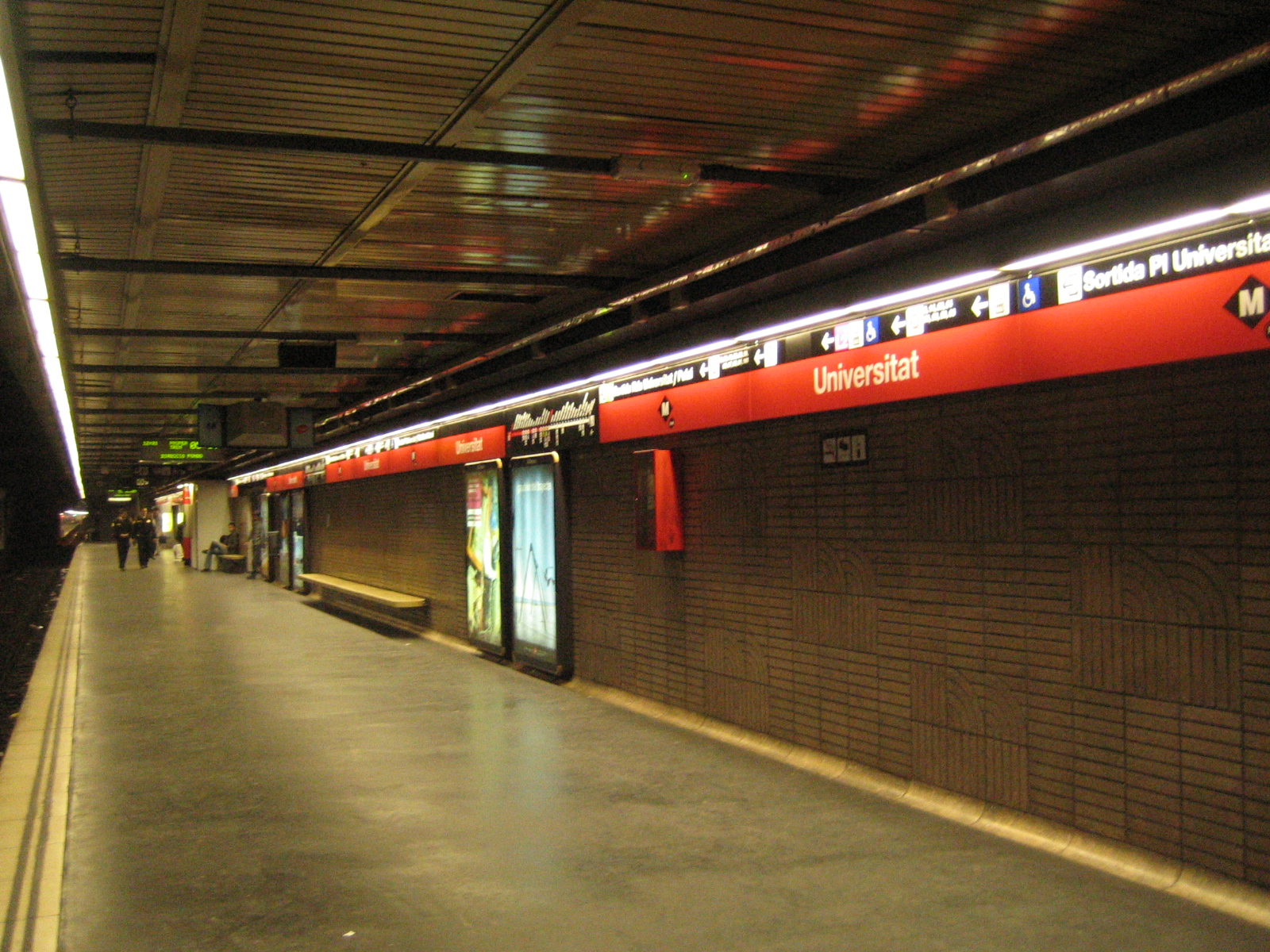
محطة Universitat (L1)

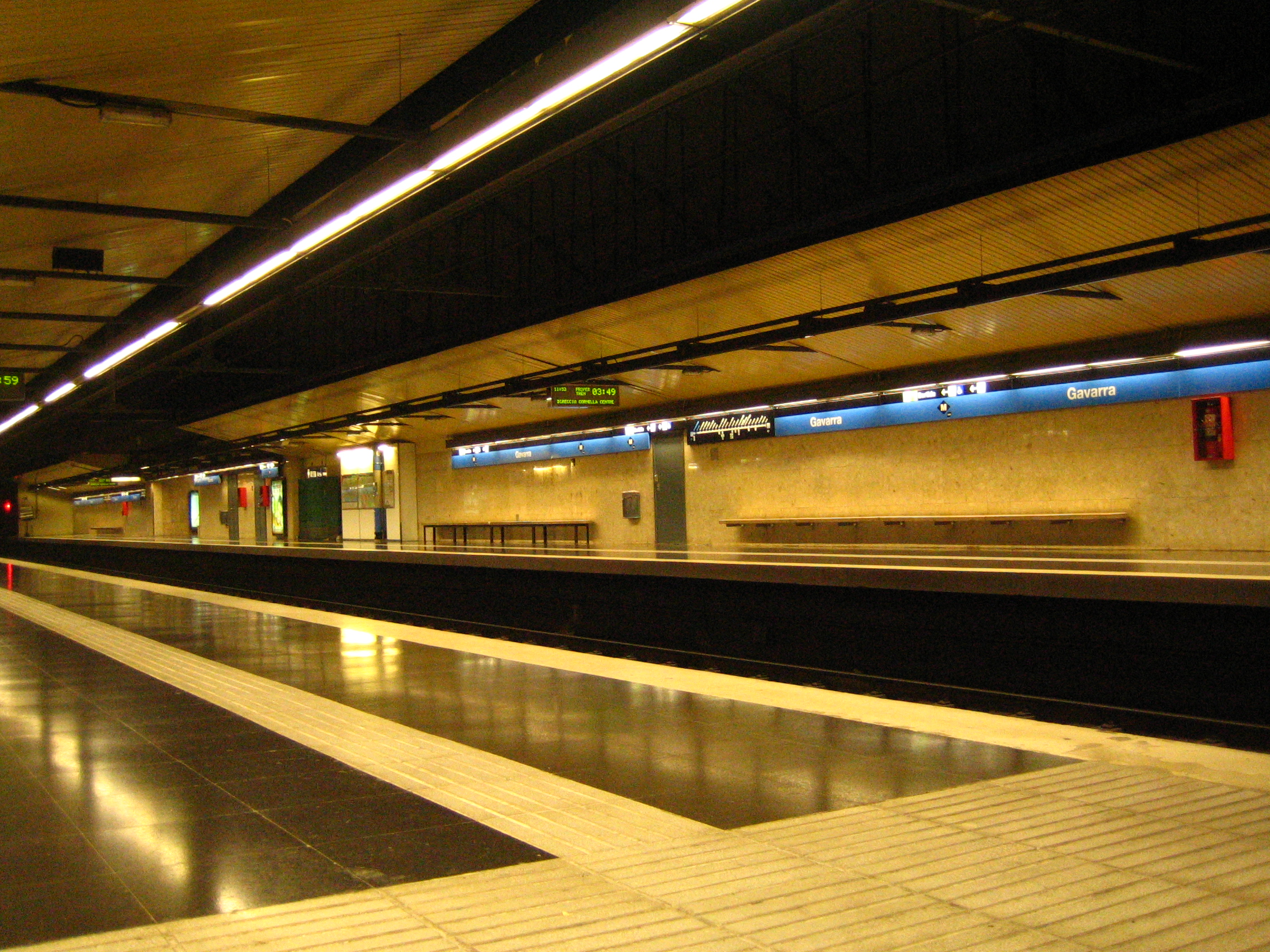
محطة Gavarra (L5)

مترو برشلونة (بالإسبانية: Metro de Barcelona)‏ هو نظام النقل السريع في مدينة برشلونة في منطقة كتالونيا بإسبانيا. تم إنشاء المترو في عام 1924 ويضم على 12 خطاً و 180 محطة ويبلغ طوله 144.3 كيلومترًا.

خريطة شبكة مترو برشلونة